# 検断
検断（けんだん）とは、中世の日本においては警察・治安維持・刑事裁判に関わる行為・権限・職務を総称した語で、罪科と認定された行為について犯人の捜査と追捕（逮捕）、その後の取調と裁判、判決の執行までの一貫したプロセスを指す。
元は、「検察」と「断獄」を合わせた語で、非違（不法行為）を検察してその不法を糾弾するなどして断獄（罪を裁くこと）を行うことを意味している。
検断を行う権限を検断権（けんだんけん）、検断権に基づく訴訟を検断沙汰（けんだんさた）、検断権を行使する職を検断職（けんだんしき）、検断権の公使の結果没収された財物を検断物（けんだんぶつ）と称する。更に中世後期に入ると検断権を持つ者あるいはその使節として検断の実務を行う者を指して、“検断”と称する事例（『日葡辞書』には“検断”を「統治をし、裁判をする職」と定義されている）も現れ、その名残として江戸時代には村役人を検断もしくは検断肝煎と称した地域もあった。

## 概要

### 「検断」とは
平安時代には朝廷が検非違使庁（京都）・国衙（諸国）に与えられた権限であり、重科（重犯。謀叛・殺害・盗賊などの重大犯罪およびその犯人）の場合には、特に追捕使を設置する場合もあった。だが、12世紀に入ると、荘園が不入の権を根拠に国衙の介入を排除して独自に荘内における検断権を行使するようになり、また寺社も自らの内部自治に基づく検断権を行使した。更に同末期に平氏政権が成立する過程で平家一門が唯一の軍事貴族として諸国守護権が認められて検断権を行使し、続いて建久新制によって鎌倉殿である源頼朝に諸国守護権が与えられて検断権を行使した。頼朝及びその後継者は鎌倉幕府を組織してその長（将軍）となり、自らの家人である御家人を侍所および守護・地頭に任じて、彼らは武家役の一環としてそれぞれの権限に基づき検断の実務を行った。朝廷は全ての検断権を放棄したわけではなかったが、検断権を実行するための軍事力・警察力に欠けていた。そのため、細分化された検断権を持つ幕府・寺社などの権門に対して違勅を犯した者の追捕を命じる宣旨を発した。これを衾宣旨と呼ぶ。鎌倉幕府は当初は鎌倉殿に与えられていた諸国守護権およびそれを根拠とする検断権に基づいて検断を実施し、守護や地頭はその家人として検断の実務にあたる存在に過ぎなかったが、鎌倉殿を継承してきた源氏将軍の断絶とその直後の承久の乱における朝廷による検断権の回収・再編の失敗と失墜によって、守護・地頭であった御家人が諸国守護権の行使の主体として浮上することになった。
検断の対象としては、謀叛・夜討・強盗・山賊・海賊・殺害・刃傷・放火など（『沙汰未練書』）の犯罪行為を指したが、検断権の行使者によって検断の対象範囲が異なる場合もある。例えば、鎌倉幕府の守護が検断権の対象としたのは当初は「関東御下知三ヶ条」（俗に言う「大犯三箇条」）に該当する大番催促（大番役に応じない者に対する処分）・謀叛・殺害に関する追捕・裁判に限定され、『御成敗式目』によって夜討・強盗・山賊・海賊も対象とされたものの、それ以外の検断権の行使は検非違使や荘園（本所・荘官）との衝突を恐れて消極的であった。また、寺社本所領の一円荘園である「本所一円領」は事実上の守護不入地であり、守護の検断権が拒絶されていた。一方、地頭には荘官としての側面も有しており、守護が検断権の対象としていない事件（主に軽微な事案）に対して荘官の一員として検断権を行使することができた。もっとも前述の本所一円領の場合には、そもそも地頭の設置自体を本所によって拒否されていたことから、地頭の検断権も存在しなかった（守護の荘園への入部と地頭の荘園への設置は対応関係にあったと言える）。更に検断には没収などの財産刑が付随し、検断を実施した者が得分として犯人の所領・資材を獲得することができた。例えば、鎌倉時代に国衙領や荘園で現地の地頭が検断を行って犯人を追捕した場合、犯人から没収した財産は国司・領家が2/3、地頭が1/3の割合で配分された。
中世日本において検断は国家あるいは領主が領域及び住民を支配するための最も重要な要素であり、更に財産刑に伴う得分の発生があったために、犯罪の軽重、発生場所、犯人の身分、更に追捕後の得分の配分を巡って、検断権を持つ複数の権力（職）の所持者が衝突することも珍しくはなかったのである。更に守護や地頭が検断の得分による所領獲得を目指す動きが生じたために『御成敗式目』では重科の跡の恣意的没収を禁止することや、犯人の田宅・妻子・資材を没収することを禁じる規定を設けている。それでも検断の権限や得分を巡る訴訟は絶えず、13世紀の末には鎌倉幕府は所務沙汰・雑務沙汰と並んで新たに検断沙汰と呼ばれる訴訟制度を整備せざるを得なくなったのである。

### 武家による検断
前述のように、鎌倉幕府における検断実務の中核は侍所・守護・地頭である。侍所は鎌倉市中の警察及び広域あるいは全国的な刑事事件の裁判および御家人に関連した刑事裁判を担当した（なお、鎌倉市中の軽微な事件に関しては政所が裁判を行うこともあった）。守護は平安時代の追捕使の性格を引き継いで、前述のように担当する国内において発生した大番催促・謀叛・殺害、『御成敗式目』によって追加された夜討・強盗・山賊・海賊に関する追捕・裁判を行い、必要に応じて守護が派遣した使節が追捕を行った。ただし、前述のように本所一円領には検断権が及ばす、また同じ御家人（「自称」であるケースも含む）に対する検断には制約があり、追捕と事実審理のみを行って最終的な処分は侍所に委ねられた。もっとも、遠隔地である九州の守護に対しては御家人に対する刑事裁判と最終処分が全面的に認められ、鎌倉時代末期には尾張国・美濃国以西（九州を除く）の御家人の検断を担当する「検断方」が京都の六波羅探題に設置された。また、六波羅探題は大番役として上洛した大番衆や在京御家人を率いて治安維持活動を行うことも認められるようになった。一方、賭博や窃盗・放火など守護の検断権の範疇から外れる犯罪が荘園内で発生した場合には地頭が検断を行い、地頭が追捕したのが重科の場合には守護やその使節への引き渡しを行った（ただし、有力な地頭の中には地頭自身が守護不入権を持って、守護の検断権を自ら行うことが認められた者がいた。また、後述のように地頭以外の荘官も検断権を有していた）。とはいえ、依然として本所一円領など幕府の検断権が及ばない地域もあり、元寇やその後の悪党の社会問題化などをきっかけとして、幕府が本所一円領への検断権拡充を図ったが、本所側の抵抗と御家人の疲弊によって幕府滅亡時までその目標を達することは出来なかった。
室町幕府が成立すると、拠点が鎌倉から京都に移ったために、侍所は京都市中の警察を行うようになった。これに対して平安時代以来、京都の検断を担当していた朝廷の検非違使は組織そのものの形骸化もあってその権限を失っていき、室町幕府はその職掌を代行するようになっていった。一方、守護・地頭は鎌倉幕府の検断権を基本的には継承していったが、守護の検断対象に刈田狼藉が加えられたのが特徴的である。また、地域において力を伸ばしてきた国人及びその連合体である一揆も独自に検断権を行使するようになり、戦国時代になると、力を失った幕府や守護に代わって戦国大名や国人領主が検断権の主体となっていった。

### 本所・在地の検断
一方、寺社・公家は境内・屋敷・所領において検断権を持ち、京都では一次的には内部における処分（懲戒・拘禁など）が行われ、重大な犯罪の場合には検非違使庁に引き渡して犯人財産の没収権を確保していた。地方の所領・荘園では預所・下司・公文などの荘官が検断権を行使し、荘園領主である本所が惣追捕使を任じている場合や幕府が地頭を設置している場合には彼らが主として検断を行った。その裁判は本所で行われるが、政所や集会など裁判を行う機関は本所によって異なっていた。本所一円領の場合は、本所が検断権の全てを行使できるが、それ以外の所領の場合、武家の検断権の関与を受け、地頭あるいは守護およびその使節が荘園内に入った。重科が本所一円領に逃げ込んだ場合には守護が本所に犯人引き渡しを要求し、境界にて引き渡しを行うことになっていたが、本所側は引き渡しに応じる義務がなかった。例えば、伊賀国黒田荘では、悪党が同荘に逃げ込んだのに対して、守護代（守護使節）が本所である東大寺に引き渡しを求めたところ、東大寺は表向きには引き渡しに同意したものの実際には預所に命じて引き渡しを拒絶させるという事件が起きている。鎌倉時代後半になると、悪党に対応しきれなくなった本所側が放状を出して守護不入を一時的に解除するなどの措置によって守護およびその使節の立入を認め、あるいは地頭の設置を容認して武家の支援を仰ぐ場合もあった。
南北朝時代になると、村落においては惣村が形成されるようになるが、彼らも荘園における守護不入の特権継承などを主張して惣掟と呼ばれる成文法を定め、それに基づいて村内および村の成員に対する検断権を行使した。これを自検断と称する。その背景として中世においては全ての人々が武装している状況と言ってもよく、村落が独自に検断権を行使するという条件が整っているという側面が大きかった。